# برقيون

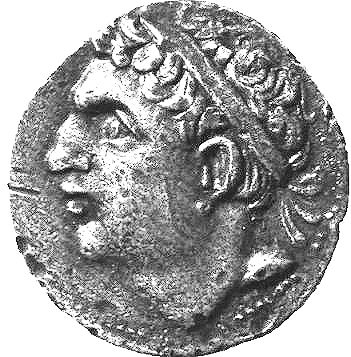
عملة قرطاجية تصور عزربعل برق (245-207 ق.م)، الأخ الأصغر لحنبعل برق (247-حوالي 182 ق.م)

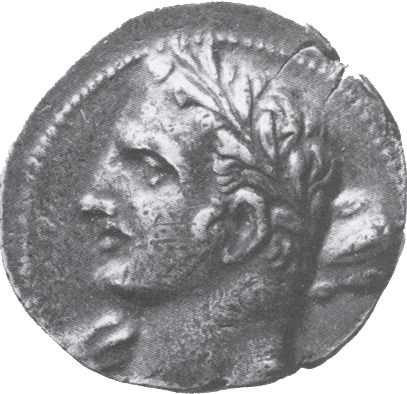
عملة قرطاجية ربما تصور حنبعل على أنه هرقل (أي هيراكليس)

البرقيون من الكلمة الفينيقية 𐤁𐤓𐤒 برق، هو اسم أسرة بونية ( فينيقية ) بارزة في مدينة قرطاج القديمة؛ وكان العديد من أعضائها مناوئين شرسين للجمهورية الرومانية . "البرقيون" هي نسبة صاغها المؤرخون ( قارن "رعامسة" و"عباسيون")؛ والنسبة من الاسم الفعلي برق بالسامية الشمالية الغربية، والتي تعني البرق، كما برق باللغة العربية ، وبرقة في المالطية ، والأكادية (بالآشورية والبابلية) بركو .

## خلفية
شكّل البرقيون خلال القرن الثالث ق.م، إحدى الأُسَر الفينيقية الرائدة في الأوليغارشية الحاكمة في قرطاج. وأدركوا أن توسع الجمهورية الرومانية في البحر الأبيض المتوسط يهدد قوة قرطاج التجارية، فواجهوا روما في الحرب البونية الأولى (264-241 ق.م) وأعدوا أنفسهم للحرب البونية الثانية (218-201 ق.م).
أسس البرقيون عدة مدن قرطاجية في شبه الجزيرة الأيبيرية ( إسبانيا والبرتغال حاليًا)، وبعضها لا يزال قائمًا حتى اليوم. على سبيل المثال ماهون وقرطاجنة (وهي مدينة مشهورة أكثر تحت الترجمة اللاتينية لاسمها: "Carthago Nova قرطاجة الجديدة") والتي تحمل حاليًا اسم كارتاخينا Cartagena في إسبانيا الحديثة.

## أعضاء الأسرة
من بين الأعضاء المعروفين لهذه العائلة ما يلي:
كان أب النسب حملقار برق (275-228 ق.م) قائدًا عسكريًا قرطاجيًا في الحرب البونية الأولى (264-241 ق.م) وفي حرب المرتزقة اللاحقة (240-238 ق.م). ويقال أنه جعل ابنه الأكبر حنبعل يقسم يمينًا مقدسًا على مذبح الآلهة "بألا يكون صديقًا لروما أبدًا". وبعد انتصار الرومان، وسع ممتلكاته الاستعمارية في هيسبانيا ( إسبانيا والبرتغال حاليًا)، حيث غرق أثناء عبوره أحد الأنهار.
كان لحملقار برق وزوجته (اسمها مجهول) ستة أطفال. فأصبح كل واحد من أبنائه الثلاثة من القادة العسكريين المشهورين. وتزوجت بناتهما الثلاثة من حلفاء عائلة البرقيين.
- تزوجت ابنته الكبرى (اسمها مجهول) من بدملقرت ، وأصبحت والدة حنا .
- ابنته الثانية من حيث العمر (اسمها مجهول)، تزوجت من عزربعل العادل.
  - كان عزربعل العادل (270-221 ق.م)، صهر حملقار، وتبع حملقار في حملته ضد الطبقة الأرستقراطية الحاكمة في قرطاج في نهاية الحرب البونية الأولى، وفي مسيرته اللاحقة لفتوحات هيسبانيا. ثم بعد وفاة حملقار (228 ق.م)، خلفه عزربعل في القيادة، ووسع الإمبراطورية المكتسبة حديثًا من خلال الدبلوماسية الماهرة. وقام بتعزيزها بتأسيس قرطاج الجديدة ، وجعلها عاصمة للمقاطعة الجديدة في هيسبانيا. وبموجب معاهدة مع روما، حدد نهر إيبرو كحدود بين القوتين. لاحقًا قتل على يد قاتل كلتي.
- تزوجت ابنته الصغرى (اسمها مجهول) من نارافاس ، وهو زعيم نوميدي. اسمها المفترض سلامبو وهو في الواقع [1] عنوان رواية كتبها غوستاف فلوبير .
- حنبعل (247-182 ق.م) هو الابن الأكبر لحملقار برق، أحد أفضل وأشهر الجنرالات في العصور القديمة الكلاسيكية، وربما كان أعظم عدو للجمهورية الرومانية . فاز في معركة كاناي الشهيرة (216 ق.م) لكنه خسر معركة زاما الحاسمة (202 ق.م). حقق حنبعل شهرة شعبية بفضل عبوره جبال الألب برفقة 60 ألف جندي و38 فيلاً.
- عزربعل (245-207 ق.م)، الابن الثاني لحملقار برق، دافع عن المدن القرطاجية في إسبانيا عندما غادر حنبعل إلى إيطاليا في عام 218 ق.م. وبينما كان يقود التعزيزات لأخيه حنبعل في عام 207 ق.م، هُزم وقُتل في معركة ميتوروس الحاسمة.
- ماجو (مجن ويُكتب أيضًا ماجون ) (243-203 ق.م)، الابن الثالث لحملقار برق، كان حاضرًا في معظم معارك شقيقه الشهير ولعب دورًا رئيسيًا في العديد منها، وغالبًا ما كان يقود القوات التي قامت "بالهجوم الحاسم".